# Lista de episódios de Elfen Lied
Lista de episódios dublado do anime Elfen Lied.